# 科良斯峰
46°36′25″N 12°53′17″E / 46.60694°N 12.88806°E

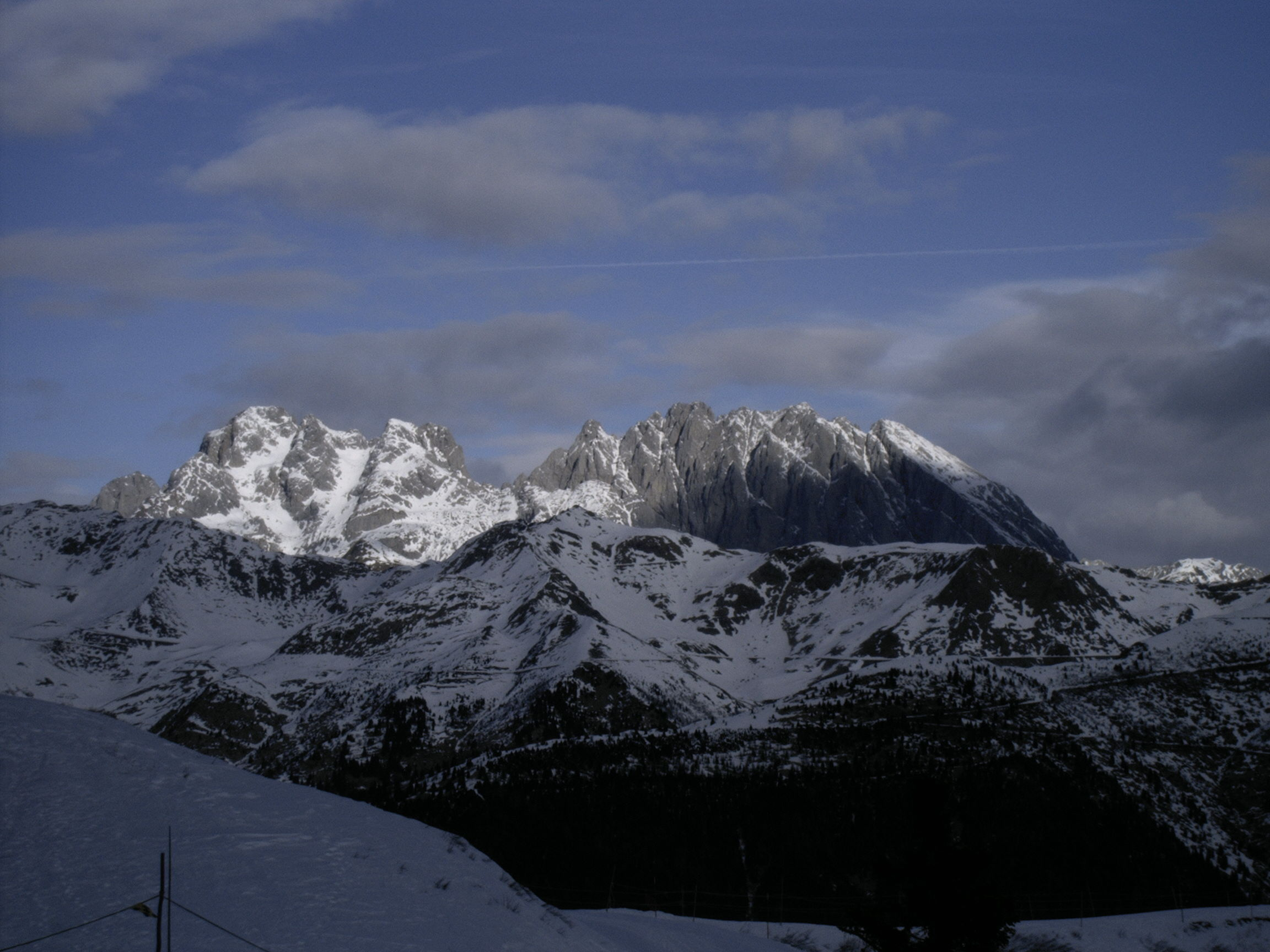

科良斯峰（德語：Hohe Warte），是歐洲的山峰，位於意大利和奧地利接壤的邊境，屬於卡爾尼克阿爾卑斯山脈的一部分，海拔高度2,780米，人類在1865年9月30日首次登上該山峰。